# マリーア・カテリーナ・ブリニョーレ・サーレ
マリーア・カテリーナ・ブリニョーレ・サーレ（Maria Caterina Brignole Sale, 1737年10月7日 - 1813年3月18日）は、モナコ公オノレ3世の妻。フランス語名はマリー＝カトリーヌ（Marie-Catherine Brignole）。フランス王族のコンデ公ルイ・ジョゼフの長年の愛人であり、モナコ公と死別後、コンデ公と再婚した。

## 生涯
グロポリ侯爵ジュゼッペ・マリーア・ブリニョーレ・サーレとマリーア・アンナ・バルビの一人娘。父方祖父ジョヴァンニ・フランチェスコ・ブリニョーレ・サーレ、母方祖父フランチェスコ・マリーア・バルビは共にジェノヴァ共和国の元首（ドージェ）経験者であり、父母双方ともジェノヴァ屈指の名門家系の出だった。父がジェノヴァの駐仏大使だったおかげで、幼い頃からパリやヴェルサイユを頻繁に訪れていた。
1755年モナコ公オノレ3世との縁談が舞い込んだ。モナコ公は元々母の愛人だったが、その娘カトリーヌの美しさと相続財産に魅かれて結婚を決めた。婚礼は1757年6月15日ジェノヴァで代理結婚式の形で行われた。輿入れは波乱含みとなった。カトリーヌは一群のジェノヴァ貴族に付き添われて帆船でモナコの洋上まで赴いたが、花嫁一行の期待に反して花婿は妻を迎えに来なかった。モナコ公は君主であるため貴族出身の妻よりも上位であり、従って花嫁側が自分の宮殿まで挨拶に来るべきだと主張した。花嫁一行の方もカトリーヌはジェノヴァの事実上の支配者の家系であるから、カトリーヌの身分は夫と同格であると応じて、挨拶には赴かなかった。花嫁を乗せた帆船は洋上で何日も立ち往生していたが、やがて花婿花嫁双方で調停が成立し、両者は海と陸地の中間地点である桟橋の真ん中で対面した。
美しく魅力的なカトリーヌは、初めのうちは夫を深く愛し、間に2人の息子をもうけた。しかしモナコ公は政治問題を理由に妻を置いてパリへ向かい、カトリーヌが遅れて到着したときにはすでに愛人を抱えていた。1765年、カトリーヌが王族のコンデ公ルイ・ジョゼフに言い寄られ、愛人関係になったことはパリの大ニュースとなった。モナコ公夫妻は別居し、それぞれの愛人と同居した。1769年までに、カトリーヌはコンデ公のパリの邸宅ブルボン宮殿の一翼を構成するオテル・ド・ラセー（Hôtel de Lassay）を住まいとした。
1769年、父が亡くなりカトリーヌが財産を相続すると夫がモナコへの帰国を強く求めるようになったため、カトリーヌは姻戚のルイ・アンドレ・ド・グリマルディが司教を務めるル・マンの修道院に避難した。1770年1月9日、コンデ公は自らの政治的影響力を行使してカトリーヌと夫モナコ公の法的離別を成立させ、彼女の財産権も確保した。夫モナコ公は2人の関係を了承し、カトリーヌに2人の息子との面会権を認めた。王妃マリー・アントワネットはコンデ公と愛人モナコ公妃の関係を不道徳と非難し、カトリーヌのヴェルサイユ宮廷への出入りを禁じた。カトリーヌは1777年、自らの住居としてブルボン宮殿の近くにオテル・ド・モナコ（現在の在フランス・ポーランド大使館）を建てさせた。
フランス革命勃発後、コンデ公とともにドイツのコブレンツに亡命。コブレンツのエミグレ宮廷ではプロヴァンス伯の愛人バルビ伯爵夫人、アルトワ伯の愛人ポラストロン伯爵夫人と共に女主人役を務めた。カトリーヌはコンデ公の率いるエミグレ軍に多額の資金援助を行った。コブレンツのエミグレ宮廷が1792年に崩壊すると、2人はロンドンに亡命した。
1795年夫モナコ公がパリで死去した。1798年10月24日、カトリーヌはコンデ公とロンドンで結婚した。2人の婚姻は10年間秘密にされ、婚姻関係を公にしたのは1808年12月26日のことであった。コンデ公に先立って1813年ウィンブルドン・ハウス（Wimbledon House）で死去し、在英フランス人が建てたサマーズ・タウンの聖アロイジアス教会（St Aloysius Church）に埋葬された。

## 子女
最初の夫モナコ公との間に2人の息子があった。
- オノレ4世（1758年 - 1819年） - モナコ公、1777年ルイーズ・ドーモンと結婚
- ジョゼフ（1763年 - 1816年） - 1782年マリー・テレーズ・ド・ショワズールと結婚

## 引用・脚注
1. 1 2 3 4 5 6 7 8 9  Anne Edwards, The Grimaldis of Monaco, 1992
2. ↑  Genealogisches Handbuch des Adels, Fürstliche Häuser  IV. "Monaco". C.A. Starke Verlag, 1956, p. 75. (German).
3. 1 2  Braham (1980), p. 215.
4. ↑  Sandars, Mary Frances. Louis XVIII (Kelly - University of Toronto, 1910).
5. 1 2  Montgomery-Massingberd, Hugh (1980). “Addendum: Burke's Royal Families of the World Volume I: Europe & Latin America”. Burke’s Royal Families of the World: Volume II Africa & the Middle East. p. 317. ISBN 0-85011-029-7
6. ↑  The Royalty, peerage and aristocracy of the world, Vol 90
7. 1 2  Bartlett, William Abraham (1865). “History of Wimbledon”. The History and Antiquities of the Parish of Wimbledon, Surrey: With Sketches of the Earlier Inhabitants. Wimbledon, London: Simpkin, Marshall, & Company. p. 151 2018年4月8日閲覧。
8. ↑  Martin, P. (May 1813). “The London Gazette”. The Military Panorama or Officer's Companion for May 1830. London. pp. 196 2018年4月8日閲覧。